# 1878年の相撲
1878年の相撲（1878ねんのすもう）は、1878年の相撲関係のできごとについて述べる。

## できごと
東京相撲の体質を批判して相撲会所を離脱していた高砂浦五郎率いる「改正組」が、相撲会所と規約を結び、6月場所に番付外で帰参した。

## 興行
- 6月場所（東京相撲）[2]
  - 興行場所:本所回向院
  - 6月6日より晴天10日間興行
- 9月場所（東京大阪合併相撲）[3]
  - 興行場所:難波新地
  - 10日間興行

## 誕生
- 1月12日 - 緑嶌友之助（最高位：小結、所属：春日山部屋、+ 1952年【昭和27年】）[4]
- 2月18日 - 男嶌舟藏（最高位：前頭12枚目、所属：秀ノ山部屋→出羽海部屋、+ 1943年【昭和18年】）[5]
- 3月11日 - 2代梅ヶ谷藤太郎（第20代横綱、所属：雷部屋、年寄：+ 1927年【昭和2年】）[6]
- 6月18日 - 藤見嶽虎之助（最高位：前頭3枚目、所属：藤島部屋→尾車部屋→藤島部屋、+ 1923年【大正12年】）[7]
- 7月1日 - 小柳芦太郎（最高位：前頭2枚目、所属：高砂部屋、+ 1946年【昭和21年】）[8]
- 8月2日 - 野州山孝市（最高位：前頭10枚目、所属：尾上部屋→出羽海部屋、+ 1936年【昭和11年】）
- 11月26日 - 緑川兼吉（最高位：前頭13枚目、所属：高砂部屋、+ 1906年【明治39年】）

## 死去
- 2月17日 - 平石七太夫（最高位：関脇、所属：雷部屋→音羽山部屋→雷部屋、年寄：音羽山、* 1825年【文政8年】）
- 7月22日 - 鬼ヶ﨑綱之助（最高位：前頭2枚目、所属：湊川部屋、年寄：立浪、* 生年不明）